# الاتحاد السعودي للبولو
الاتحاد السعودي للبولو، هو الجهة الراعية للعبة البولو في المملكة العربية السعودية، و قد تم إعلان إنشاء هذا الاتحاد في 8 ديسمبر 2017 ، يترأسه عمرو زيدان، وتشرف عليه وزارة الرياضة، و أصبح هذا الاتحاد رسمياً عضواً في الاتحاد الدولي للبولو

## أعضاء مجلس الإدارة
- عمرو زيدان - الرئيس - [3]
- فهد أبو نيان
- عبد اللطيف آل الشيخ
- فاطمة المطلق
- رانيا نشار
- باسل الغلايني
- هاشم العلوي
- ماجد الغسلان
- نورة اليوسف